# Beryl Shipley
Beryl Clyde Shipley (Kingsport, 10 agosto 1926 – Lafayette, 15 aprile 2011) è stato un allenatore di pallacanestro statunitense, attivo nella NCAA e nella ABA.